# Anghel Saligny
Anghel Saligny (Liești, 1854-Bucarest, 1925) fue un ingeniero rumano.

## Biografía
Nacido el 19 de abril de 1854 en Şerbănesti, terminó allí el bachillerato y luego se trasladó a Alemania, donde estudió ingeniería.
De regreso a Rumania, el gobierno lo envía primero a Praga para supervisar la construcción de coches y vagones. En 1876 fue nombrado ingeniero de control para la construcción del ferrocarril Predeal-Ploiești. En 1881 fue subdirector de la línea Adjud-Târgu Ocna y después director de la línea Bârlad-Vaslui. Tras la finalización de estas obras, en 1883 fue nombrado jefe del servicio para la construcción de los muelles Galați-Brăila, de la línea ferroviaria Fetești-Cernavodă y del puente sobre el Danubio, que fue terminado en 1895. Hacia finales del siglo XIX desempeñaba el cargo de director general de ferrocarriles. Falleció el 17 de junio de 1925 en Bucarest.
Entre sus obras se encontraron títulos como Memoriu asupra proiectului podului peste Dunăre (1888) y Cercetări asupra păcurilor din România.